# Naja sagittifera
Naja sagittifera eller Andaman spottkobra är en ormart som beskrevs av Wall 1913. Naja sagittifera ingår i släktet Naja och familjen giftsnokar. Inga underarter finns listade i Catalogue of Life.
Arten förekommer endemisk på Andamanerna som tillhör Indien. Denna art kan spotta sitt gift, dock inte så lika bra som de flesta andra Spottkobror i Asien. Honor lägger ägg.